# 北庄遗址
北庄遗址位于山东省烟台市蓬莱区长山列岛大黑山岛北庄村的东北部，北依海拔113.4米的烽台山，距海50米，整个遗址南北宽180米，东西长140米，总面积约22400平方米。被誉为中国的“东半坡”。
渤海海峡大黑山岛出了个距今6500年的母系原始社会村落遗址。自1976年被发现以来，经6次大规模探察发掘，已发掘出100余座古房屋基址和60余座墓葬。
1996年11月20日公布为第四批全国重点文物保护单位。